# Sinagoga de Giffnock
La Sinagoga de Giffnock  (en inglés: Giffnock Synagogue o bien Giffnock and Newlands Synagogue) es un edificio religioso ubicado en el 222 Fenwick Road en Giffnock, East Renfrewshire (en el lado sur de la ciudad de Glasgow), es la mayor congregación judía religiosa en Escocia al norte del Reino Unido. La sinagoga también cuenta con una escuela religiosa para niños y adolescentes.
Fundada en el año 1934 aproximadamente, la sinagoga se situó en May Terrace en Giffnock hasta 1968. El complejo nuevo fue erigido en la avenida Maryville. La Sinagoga Giffnock se describe como una "sinagoga provincial".